# Звезда (футбольный клуб, Серпухов)
«Се́рпухов» — российский футбольный клуб из города Серпухова, основанный в 2006 году в результате объединения клубов «Локомотив-М» Серпухов и «Серпухов». До 2018 года назывался «Звезда». В 2006—2009 годах выступал в зоне «Центр» второго дивизиона. В сезонах 2010, 2011/12, 2017—2020 участвовал в любительском первенстве страны (зона «Московская область»), в сезоне 2011/12 и с 2018 года — под названием «Серпухов». Домашний стадион — «Труд». Спортивная база расположена в Серпухове, ранее базой клуба являлся ДОК «Зелёный шум» (Московская область, Серпуховский район). Цвета клуба — красный и белый.

## История

### «Звезда» историческая
Одним из мотивов создания современного клуба и придания ему существующего названия стало желание вернуть историческое наименование и возродить связанные с самой известной в истории Серпухова командой традиции.
| Год  | Название             | Турнир                     | Место | И  | О  | В  | Н  | П  | Мячи  | Перех. турн.:стадия/место                             |
| ---- | -------------------- | -------------------------- | ----- | -- | -- | -- | -- | -- | ----- | ----------------------------------------------------- |
| 1961 | Команда г. Серпухова | Класс «Б», 2-я зона.       | 10    | 24 | 21 | 8  | 5  | 11 | 29-27 | —                                                     |
| 1962 | Команда г. Серпухова | Класс «Б», 2-я зона        | 3     | 30 | 43 | 17 | 9  | 4  | 42-19 | —                                                     |
| 1963 | «Звезда»             | Класс «Б», 2-я зона        | 1     | 30 | 44 | 18 | 8  | 4  | 69-20 | полуфинал (в Саратове) — 1 место; финал — 3 место     |
| 1964 | «Звезда»             | Класс «Б», РСФСР, 1-я зона | 1     | 32 | 53 | 22 | 9  | 1  | 73-16 | полуфинал (в Орджоникидзе) — 5 место                  |
| 1965 | «Звезда»             | Класс «Б», РСФСР, 1-я зона | 5     | 34 | 40 | 14 | 12 | 8  | 45-29 | —                                                     |
| 1966 | «Звезда»             | Класс «Б», РСФСР, 1-я зона | 6     | 32 | 39 | 11 | 17 | 4  | 37‑23 | —                                                     |
| 1967 | «Звезда»             | Класс «Б», РСФСР, 1-я зона | 3     | 34 | 41 | 16 | 9  | 9  | 39-32 | —                                                     |
| 1968 | «Авангард»           | Класс «Б», РСФСР, 2-я зона | 20    | 38 | 15 | 2  | 11 | 25 | 13-67 | Название «Звезда» получила команда «Спартак» (Рязань) |
| 1969 | «Авангард»           | Класс «Б», РСФСР, 2-я зона | 16    | 34 | 21 | 6  | 9  | 19 | 28-57 |                                                       |

### Новейшая история

Логотип образца 2006 года

Логотип образца 2008 года

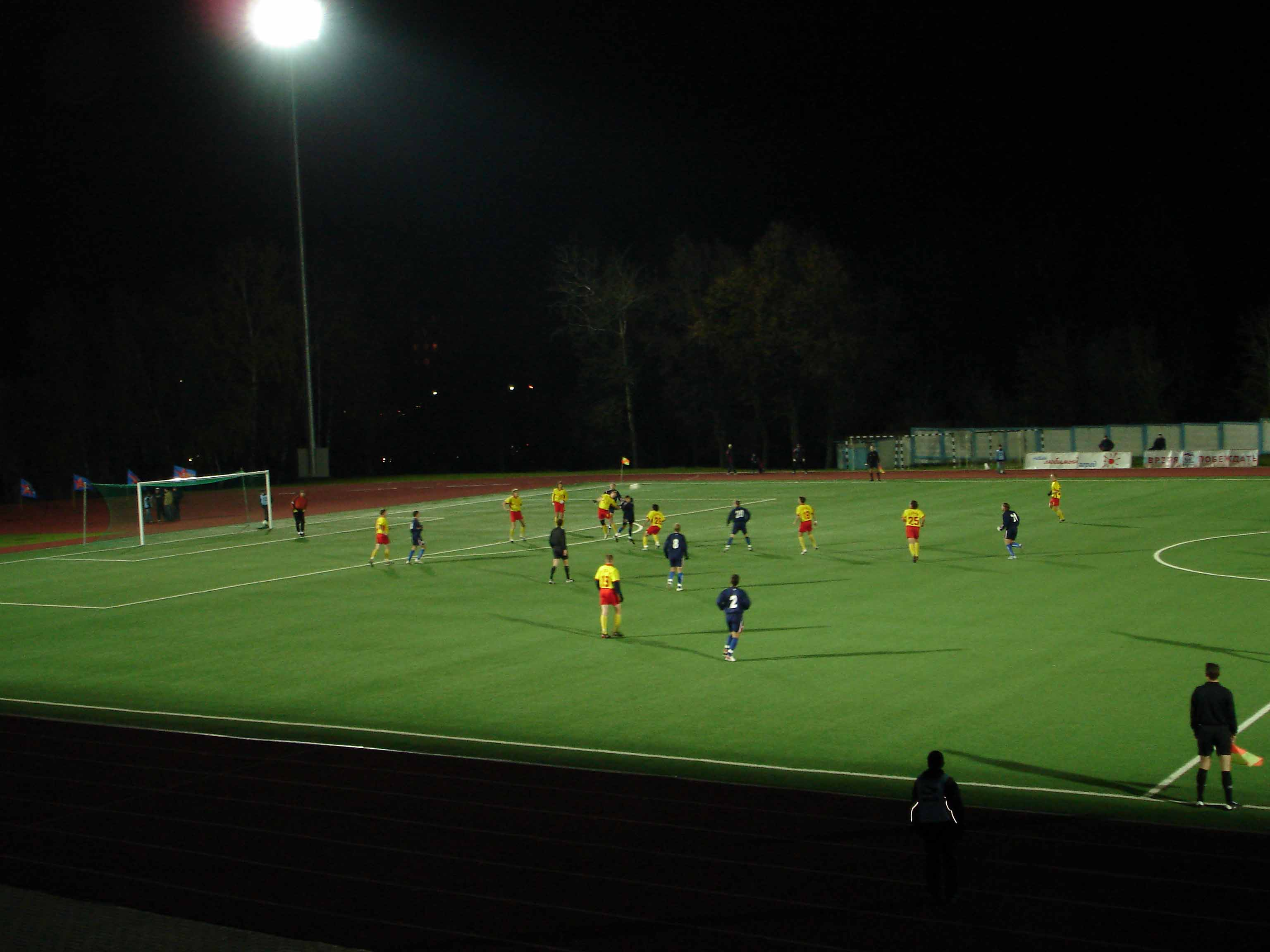
Атака ФК «Звезда» Серпухов на ворота «Лобни-Аллы» — 18 октября 2006

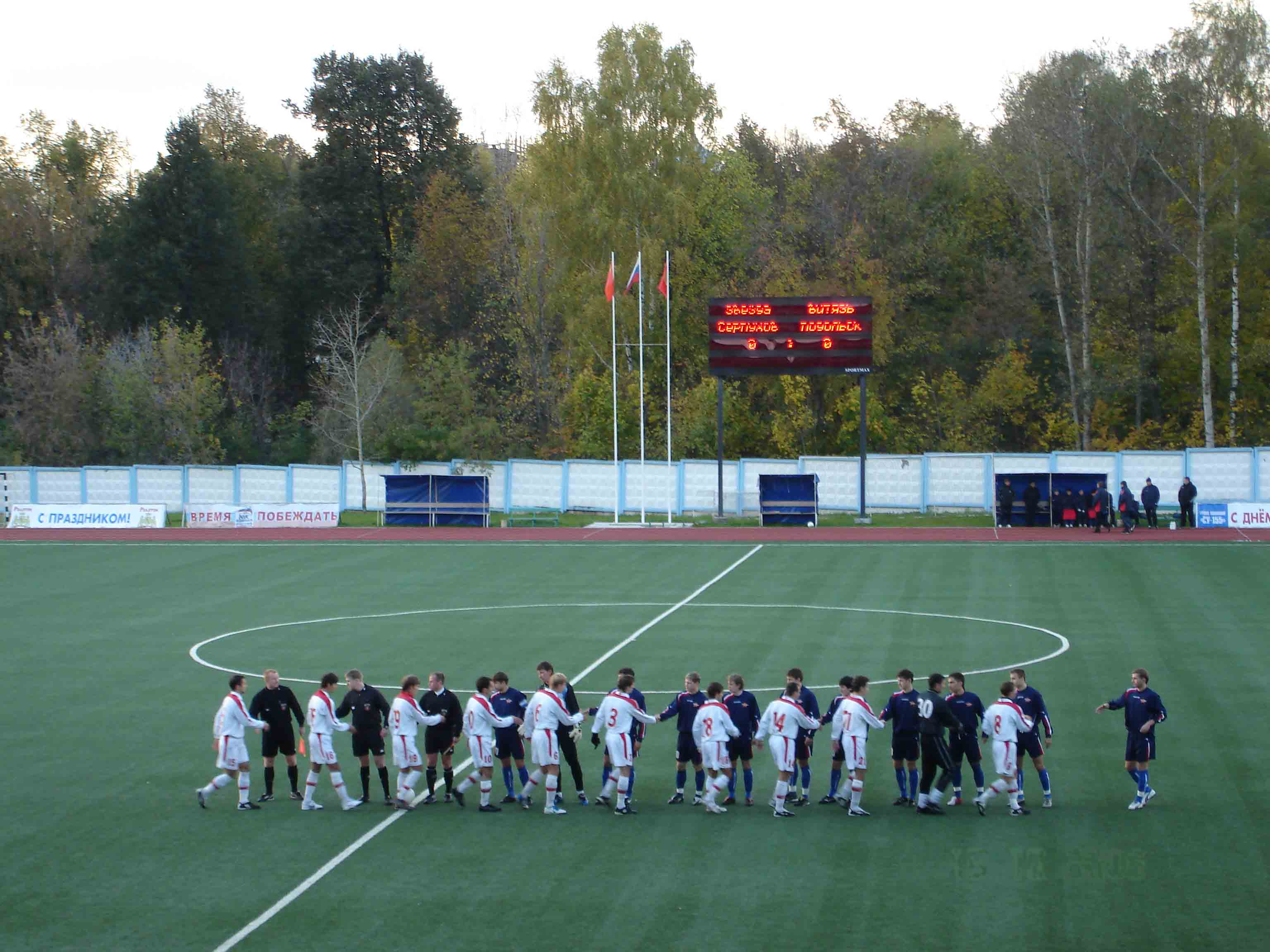
Перед началом матча «Звезда» — «Витязь» (Подольск) — 15 октября 2006

Клуб создан в 2006 году в результате объединения команд «Локомотив-М» (в сезоне 2005 года выступал во втором дивизионе, перед этим — 3 сезона в первенстве КФК) и ФК «Серпухов» (в 1999—2005 годах выступал в первенстве КФК/ЛФЛ, в 1995—1998 в первенстве КФК играла команда «Спартак» Серпухов), унаследовав от «Локомотива-М» место в зоне «Центр» Второго дивизиона. В 2006—2007 годах в первенстве России (Второй дивизион, зона «Центр») клуб выступал неудачно, заняв 15-е и 14-е места соответственно. Смены тренеров не принесли ощутимых изменений в результатах команды. За этот период на посту главного тренера побывали: Сергей Колотовкин (с 21 апреля 2006 года по 4 августа 2006 года), Сергей Ташуев (с 4 августа 2006 года по 28 октября 2006 года), Владимир Кобзев (с 20 апреля 2007 года по 1 августа 2007 года), Александр Логунов (с 1 августа 2007 года). В розыгрыше Кубка России 2006/07 «Звезда» в 1/256 финала одержала домашнюю победу над калужским «Локомотивом» со счётом 2:1 в дополнительное время, а в 1/128 финала потерпела поражение в Луховицах от местного «Спартака» со счётом 0:1 в дополнительное время; в розыгрыше 2007/08 «Звезда» 26 апреля 2007 года потерпела домашнее поражение от «Луховиц» со счётом 0:2 в 1/256 финала.
- С сезона 2008 года клуб получил обновлённый логотип.

#### Сезон 2008
В Кубке России 2008/09 «Звезда» в 1/512 финала 18 апреля 2008 года со счётом 4:0 разгромила команду «Ника», на матче присутствовало 2000 зрителей. 29 апреля «Звезда» уступила на выезде в 1/256 финала клубу «Луховицы» со счётом 1:2.
Средняя посещаемость домашних матчей «Звезды» в первенстве России во Втором дивизионе (зона «Центр») в сезоне 2008 года составила 1388 зрителей. Андрей Мещанинов стал лучшим бомбардиром турнира в зоне «Центр» Второго дивизиона-2008.

#### Сезон 2009
В Кубке России 2009/10 «Звезда» провела два матча: 21 мая 2009 года серпуховский клуб обыграл в 1/128 финала «Рязань» со счётом 3:1, а 11 июня 2009 года уступил в 1/64 финала клубу «Сатурн-2» со счётом 0:3.

#### Сезон 2010
В 2010 году «Звезда», добровольно отказавшись от участия во Втором дивизионе, выступала в любительском первенстве России (зона «Московская область», группа «А»), заняв там 4-е место. Ранее, в 2006—2009 годах там выступала вторая команда «Звезды» — «Звезда-2».

#### Сезон 2011/12
В полуторогодичном сезоне-2011/12 в любительском первенстве России принимала участие команда «Серпухов». Заняла последнее место в группе «А» зоны «Московская область».

#### Сезон 2012
В однокруговом чемпионате Московской области (высшая группа) «Серпухов» занял 8-е место.

#### Сезон 2017
Команда «Звезда» Серпухов приняла участие в ЛФЛ, заняла последнее 14-е место в группе «Б» зоны «Московская область». Несмотря на результаты сезона, клуб сохранил место в группе Б в связи с отказом множества клубов от участия в сезоне 2018 и переименован в Футбольный клуб «Серпухов».

#### Сезон 2018
ФК «Серпухов» заявился на сезон-2018 в ЛФЛ в группу «Б» зоны «Московская область». По итогам сезона занял 3-е место.

#### Сезон 2019
ФК «Серпухов» заявлен в лигу «А» зоны «Московская область». По итогам сезона занял 10-е место из 16.

#### Сезон 2020
ФК «Серпухов» играл в лиге «Б» (группа 1) зоны «Московская область». По итогам сезона занял 10-е место из 11.

### Сводная таблица сезонов
| Год     | Название   | Турнир                                                 | Место | И  | О       | В  | Н  | П  | Мячи   | Посещаемость |
| ------- | ---------- | ------------------------------------------------------ | ----- | -- | ------- | -- | -- | -- | ------ | ------------ |
| 2006    | «Звезда»   | Второй дивизион. Зона «Центр»                          | 15    | 34 | 34      | 8  | 10 | 16 | 30—45  | 982          |
| 2007    | «Звезда»   | Второй дивизион. Зона «Центр»                          | 14    | 30 | 27      | 7  | 6  | 17 | 26—58  | 1 090        |
| 2008    | «Звезда»   | Второй дивизион. Зона «Центр»                          | 5     | 34 | 65      | 19 | 8  | 7  | 64—32  | 1 388        |
| 2009    | «Звезда»   | Второй дивизион. Зона «Центр»                          | 10    | 32 | 41      | 12 | 5  | 15 | 45—47  |              |
| 2010    | «Звезда»   | ЛФЛ / Третий дивизион. Московская область. Группа А    | 4     | 30 | 58      | 17 | 7  | 6  | 48—30  |              |
| 2011/12 | «Серпухов» | Третий дивизион. Московская область. Группа А          | 15    | 42 | 21 (-1) | 7  | 1  | 34 | 37—153 |              |
| 2012    | «Серпухов» | Чемпионат Московской области. Высшая группа            | 8     | 11 | 13      | 4  | 1  | 6  | 33—30  |              |
| 2017    | «Звезда»   | Третий дивизион. Зона «Московская область». Группа «Б» | 14    | 26 | 15      | 4  | 3  | 19 | 37—117 |              |
| 2018    | «Серпухов» | Третий дивизион. Зона «Московская область». Группа «Б» | 3     | 26 | 52      | 16 | 4  | 6  | 72—40  |              |
| 2019    | «Серпухов» | Третий дивизион. Зона «Московская область». Лига «А»   | 10    | 30 | 38      | 12 | 2  | 16 | 52—58  |              |
| 2020    | «Серпухов» | Третий дивизион. Зона «Московская область». Лига «Б-1» | 10    | 10 | 6       | 2  | 0  | 8  | 7—26   |              |

## Главные тренеры
Ниже представлен список всех главных тренеров в современной истории клуба.
| Тренер            | Предыдущий клуб                                                               | Дата начала работы  |
| ----------------- | ----------------------------------------------------------------------------- | ------------------- |
| Сергей Колотовкин | «Локомотив-М» (продолжил работу с командой после объединения с ФК «Серпухов») | с начала 2006 года  |
| Сергей Ташуев     | «Терек»                                                                       | 4 августа 2006 года |
| Владимир Кобзев   | «Торпедо-РГ»                                                                  | 20 апреля 2007 года |
| Александр Логунов | «Лобня-Алла»                                                                  | 1 августа 2007 года |
| Виктор Самохин    | «Росич»                                                                       | 15 января 2010 года |

## Лучшие бомбардиры клуба
Ниже представлен список лучших бомбардиров в современной истории клуба (по состоянию на 24 апреля 2009 года).
| Игрок     | Всего мячей в чемпионате России | из них с пен. | Всего мячей в Кубке России | из них с пен. | Итого мячей | из них с пен. |
| --------- | ------------------------------- | ------------- | -------------------------- | ------------- | ----------- | ------------- |
| Балалуев  | 20                              | 3             | 1                          | 0             | 21          | 3             |
| Мещанинов | 19                              | 0             | 1                          | 0             | 20          | 0             |
| Кочарыгин | 10                              | 0             | 2                          | 0             | 12          | 0             |
| Бычков    | 8                               | 0             | 0                          | 0             | 8           | 0             |
| Агапов    | 7                               | 5             | 0                          | 0             | 7           | 5             |

## Рекордсмены клуба по матчам
Ниже представлен список игроков, которые провели наибольшее количество матчей в современной истории клуба (по состоянию на 24 апреля 2009 года).
| Игрок     | Матчей в Чемпионате России | Матчей в Кубке России | Всего матчей за Звезду |
| --------- | -------------------------- | --------------------- | ---------------------- |
| Агапов    | 76                         | 5                     | 81                     |
| Балалуев  | 77                         | 3                     | 80                     |
| Бычков    | 64                         | 4                     | 68                     |
| Быков     | 55                         | 3                     | 58                     |
| Мещанинов | 49                         | 2                     | 51                     |

## Стадион
Домашний стадион клуба — «Труд».

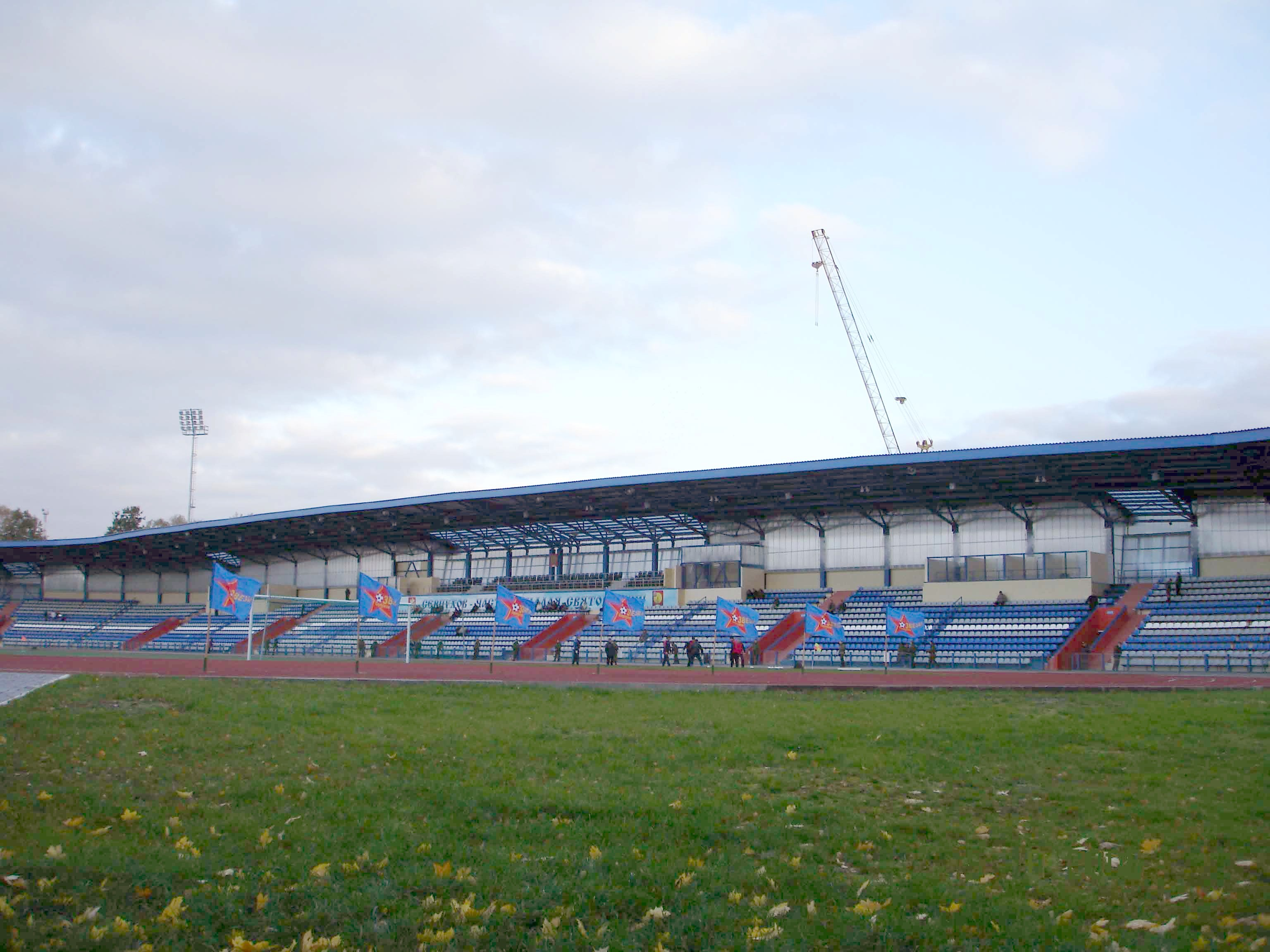
Стадион «Труд». Вид на трибуну и поле.
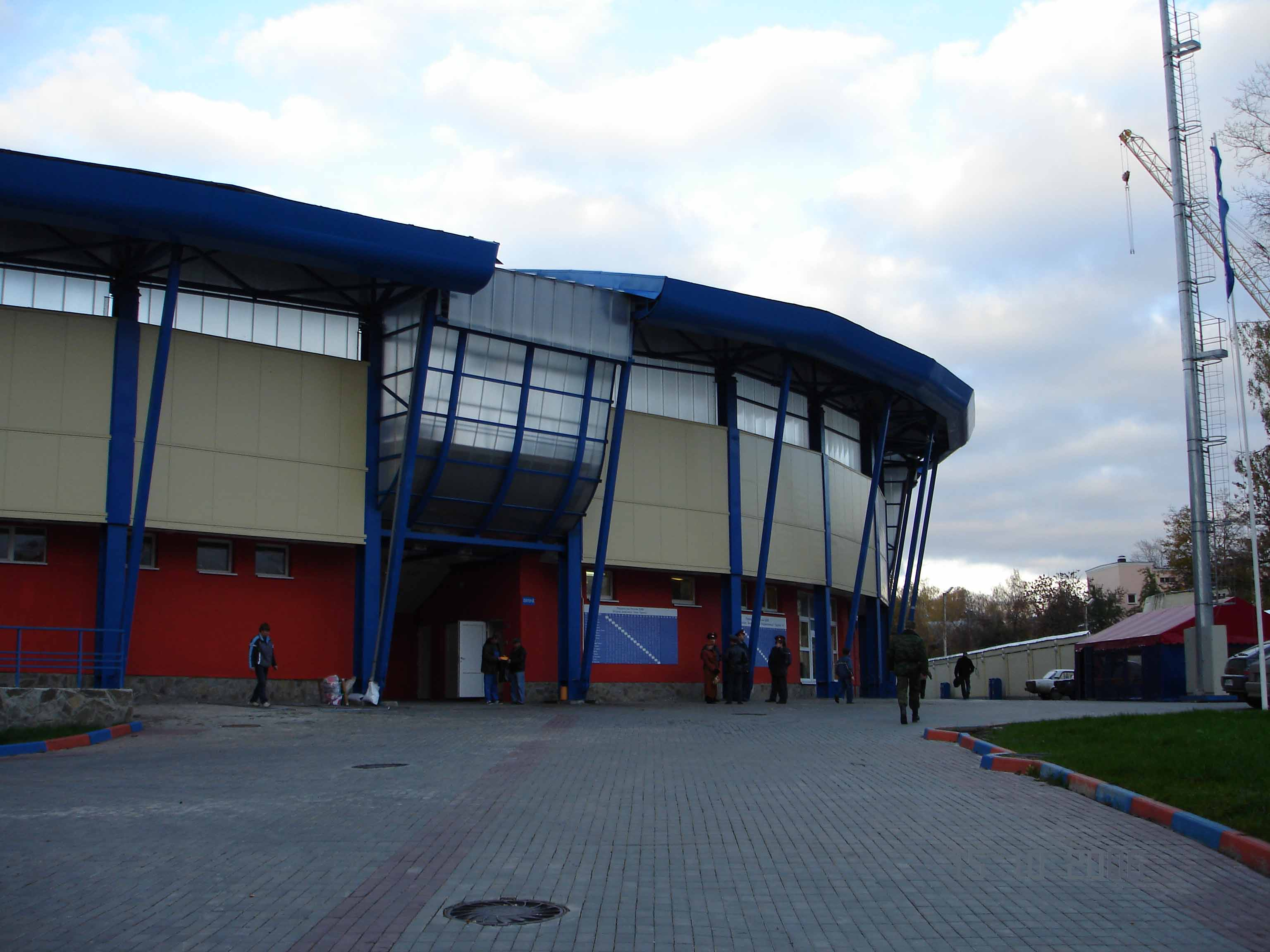
Стадион «Труд». Вид снаружи.